# Прапор Надії

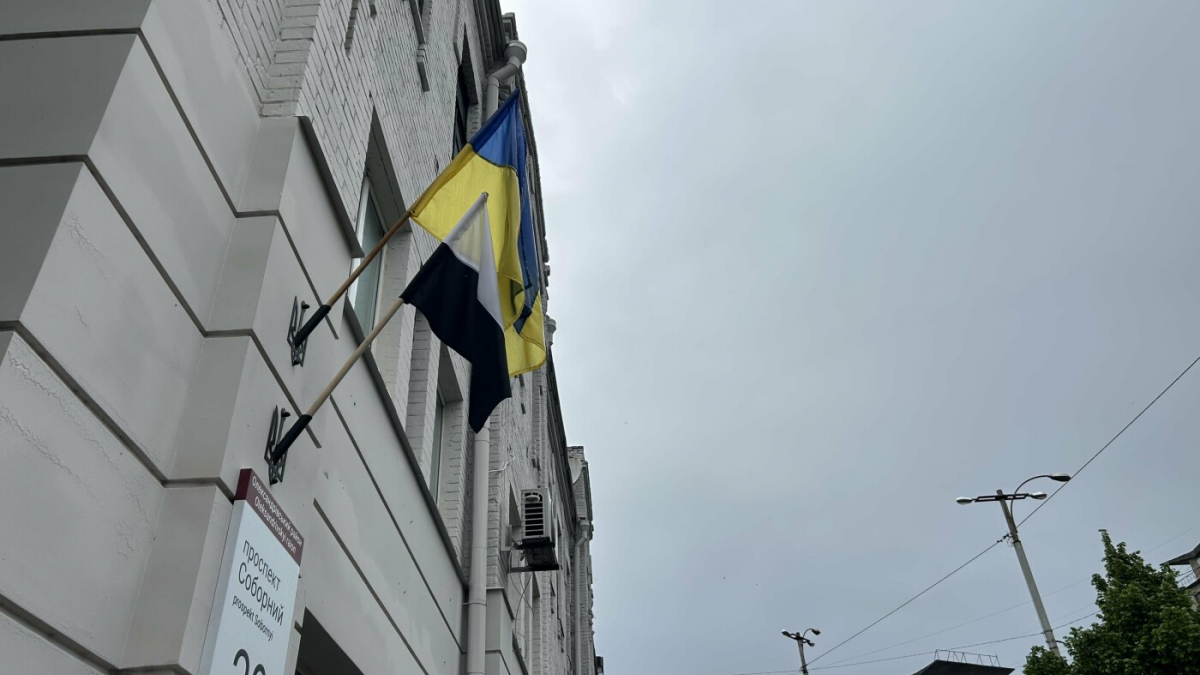
Перший встановлений Прапор Надії Запоріжжя, 8 травня 2025

Пра́пор Наді́ї — неофіційний символ, започаткований в Україні у 2025 році з метою вшанування пам'яті про українських військовополонених та зниклих безвісти під час російсько-української війни, що триває з 2014 року. Складається із двох рівновеликих горизонтальних смуг білого й чорного кольорів.

## Символіка
- Біла смуга — втілює надію на звільнення, свободу та повернення.
- Чорна смуга — символізує страждання, смерть і біль, пережиті у полоні.

Прапор встановлюється під державним прапором України, залишаючись на флагштоці доти, доки не буде звільнений останній військовополонений.

## Історія
Ідея прапора належить Сергію Волинському, командиру 36-ї окремої бригади морської піхоти ВМС ЗСУ, учаснику оборони Маріуполя та колишньому військовополоненому.
23 серпня 2024 року він подав петицію до Президента України з проханням підтримати ініціативу зі створення нового символу — Прапора Надії. Петиція набрала 25 тисяч підписів менш ніж за чотири дні. 
Перший прапор було урочисто піднято 8 травня 2025 року в Запоріжжі біля хабу «Ветеран ПРО».